# Arse (Aude)
Pour les articles homonymes, voir Arse.
Arse est une ancienne commune française du département de l'Aude. C'était une commune éphémère : avant 1794 la commune a été supprimée et son territoire partagé entre les communes de Limoux et Vendémies.
Vendémies ayant fusionné dans Limoux en 1965, la totalité du territoire de l'ancienne commune d'Arse se trouve aujourd'hui intégrée dans la commune de Limoux.